# Laskowa (województwo świętokrzyskie)
Laskowa – wieś w Polsce, położona w województwie świętokrzyskim, w powiecie jędrzejowskim, w gminie Wodzisław.
W latach 1975–1998 miejscowość administracyjnie należała do województwa kieleckiego.

## Integralne części wsi
| SIMC    | Nazwa    | Rodzaj     |
| ------- | -------- | ---------- |
| 0279031 | Podlesie | kolonia    |
| 0279048 | Zapusty  | kolonia    |
| 0279054 | Zarzecze | przysiółek |

## Historia
W 1595 roku wieś położona w powiecie ksiąskim województwa krakowskiego była własnością łowczego sandomierskiego Hieronima Lanckorońskiego.